# Gustav Kuhn

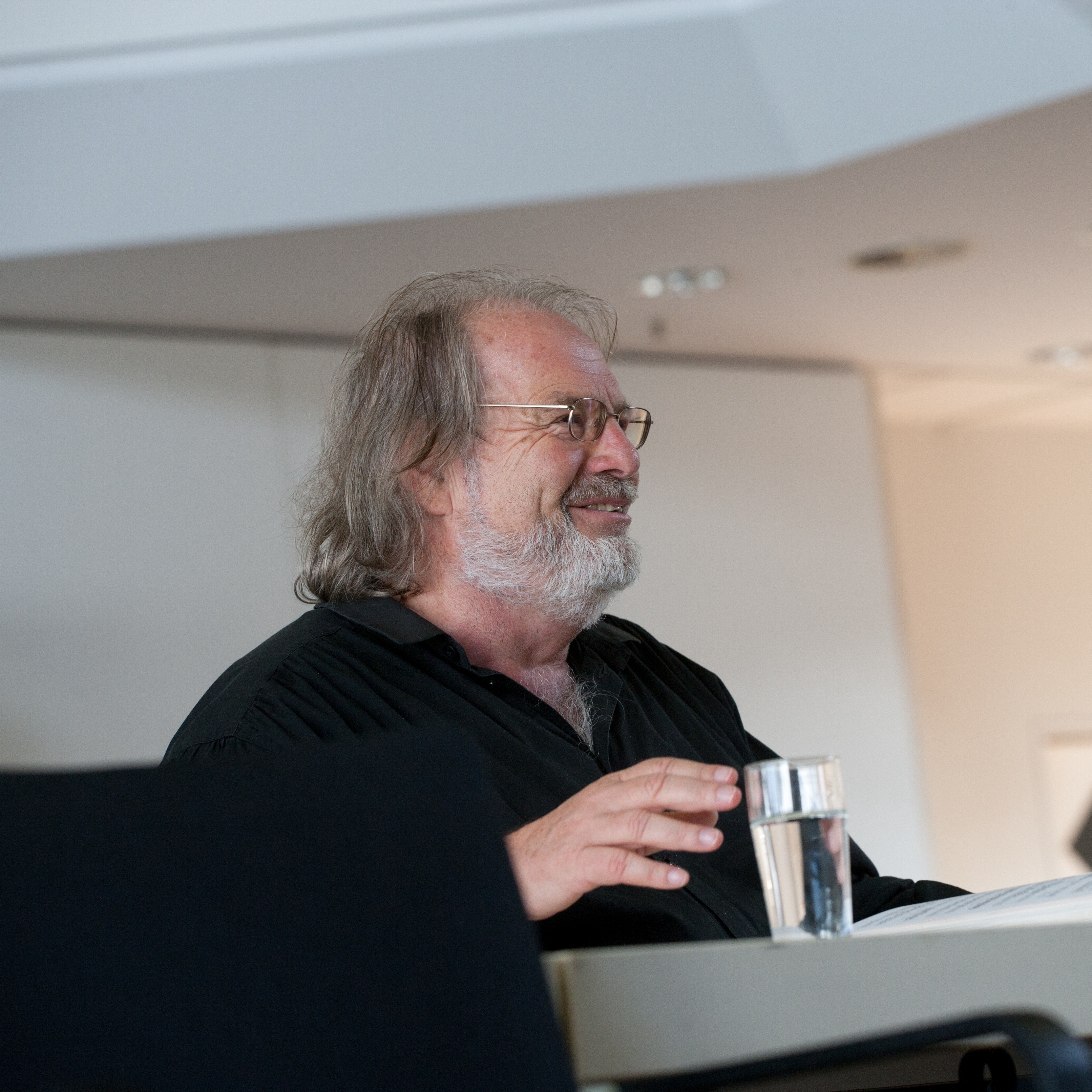
Gustav Kuhn (2012)

Gustav Kuhn (* 28. August 1945 in Turrach, Steiermark) ist ein österreichischer Dirigent und Regisseur, daneben auch Komponist, und als Lehrer und Autor tätig. Während seiner internationalen Dirigentenlaufbahn gründete er für junge Musiker und Sänger 1987 die spätere „Accademia di Montegral“, hatte über 20 Jahre die künstlerische Leitung der von ihm gegründeten Tiroler Festspiele Erl inne und war seit Wettbewerbsgründung 1987 künstlerischer Leiter des internationalen Gesangswettbewerbs „Neue Stimmen“ der Bertelsmann-Stiftung. Aufgrund der Vorwürfe gegen Kuhn beendete er die Zusammenarbeit im September 2018.

## Leben
Aufgewachsen in Salzburg, erhielt Kuhn schon als Kind Violin- und Klavierunterricht und studierte an den Musikhochschulen von Wien und Salzburg Dirigieren bei Gerhard Wimberger, Hans Swarowsky, Bruno Maderna und Herbert von Karajan. 1970 erhielt er an der Universität Mozarteum die Lilli-Lehmann-Medaille. Er wurde an der Salzburger Universität zum Dr. phil. promoviert. Im Alter von 24 Jahren gewann er den ersten Preis beim internationalen Dirigierwettbewerb des ORF.
Von 1970 bis 1977 war er zunächst Chordirektor und Dirigent am Opernhaus in Istanbul, dann 1. Kapellmeister am Opernhaus Dortmund. In dieser Zeit gastierte er in Palermo, Neapel und Bologna, in der Folge in Rom, Florenz, Venedig und Zürich. Später dirigierte er die Berliner Philharmoniker, die Dresdner Staatskapelle, das Israel Philharmonic, das London Philharmonic und das London Symphony Orchestra, das Royal Philharmonic Orchestra, das Orchestra Filarmonica della Scala in Mailand, das Orchestre National de France in Paris, die Accademia Nazionale di Santa Cecilia in Rom sowie das NHK Orchestra in Tokio und die Wiener Philharmoniker. 1974 gründete er in Salzburg das Institut für aleatorische Musik. 1977 debütierte er an der Wiener Staatsoper mit Elektra von Richard Strauss, 1978 an der Bayerischen Staatsoper und bei den Salzburger Festspielen. In der darauf folgenden Saison dirigierte er erstmals am Royal Opera House, Covent Garden in London und wurde 1979 Generalmusikdirektor in Bern. 1980 dirigierte er die Eröffnungsvorstellung in Glyndebourne. 1981 kam das Debüt in den Vereinigten Staaten (Fidelio in Chicago), 1982 an der Opéra in Paris (Così fan tutte), 1984 an der Mailänder Scala (Tannhäuser) und 1986 in der Arena von Verona (Un ballo in maschera).
Von 1983 bis 1985 war Kuhn Generalmusikdirektor der Oper der Stadt Bonn. 1985 kam es zum Bruch mit seinem Lehrer Herbert von Karajan. Im selben Jahr ohrfeigte Kuhn den Generalintendanten der Bühnen der Stadt Bonn, Jean-Claude Riber, was viel Aufsehen erregte und ihm in der lokalen Presse den Spitznamen „Watsch’n-Gustl“ einbrachte.
1986 gab Gustav Kuhn sein Debüt als Opernregisseur (Bühnenbild und Kostüme Peter Papst) mit dem Fliegenden Holländer in Triest, die Konzeption der „hall-opera“ wurde 1993 von ihm für die Suntory Hall entwickelt. Bei den Salzburger Festspielen dirigierte er bis zum Jahre 1997 (1989 Ballo in maschera; 1992, 1994 und 1997 La clemenza di Tito).
1986 wurde er zum Chefdirigenten des Teatro dell’Opera in Rom und später zum künstlerischen Leiter des Teatro di San Carlo in Neapel ernannt. Von 1990 bis 1994 hatte er die Leitung des Festivals im Sferisterio von Macerata inne.
Von 1987 bis September 2018 war Gustav Kuhn künstlerischer Leiter des internationalen Gesangswettbewerbes Neue Stimmen der Bertelsmann-Stiftung in Gütersloh. 1987 gründete er im romagnolischen Städtchen Montegridolfo, nicht weit von Pesaro, wo er öfter beim Rossini-Festival dirigierte, eine Akademie für junge Sänger („Accademia di Montegridolfo“), die er 1992 in „Accademia di Montegral“ umbenannte. Der Sitz der Akademie ist seit dem Jahr 2000 das Convento dell’Angelo in Lucca (Toskana). 1997 gründete Kuhn die Tiroler Festspiele Erl. Nach mehreren Jahren der Arbeit an Wagners Ring gingen die Tiroler Festspiele Erl 2005 erstmals mit dieser Produktion auf Tournee (Santander) und produzierten den legendär gewordenen 24-Stunden-Ring. Im selben Jahr übernahm der Bauunternehmer Hans Peter Haselsteiner die Präsidentschaft der Tiroler Festspiele Erl. Als Sponsor ermöglichte er den Bau eines neuen Festspielhauses. Bis zum Sommer 2012 hat Gustav Kuhn zehn große Wagner-Opern im Erler Passionsspielhaus dirigiert und dabei Regie geführt. Die Eröffnung des Festspielhauses fand am 26. Dezember desselben Jahres statt.
Gustav Kuhn war von Januar 2003 bis Dezember 2012 künstlerischer Leiter des Haydn-Orchesters von Bozen und Trient. 2010 wurden von ihm auf Anregung von Landeshauptmann Durnwalder die Festspiele Südtirol (Toblach/Dobbiaco) ins Leben gerufen, die er bis 2012 auch leitete.
Seine Kompositionen umfassen Orchesterwerke, Messen und Solostücke, Erfolg hatte seine Instrumentation von Janáčeks Tagebuch eines Verschollenen an der Opéra National de Paris (erschienen bei Edition Peters). Seit 2007 gastiert er wieder regelmäßig mit der Konzertreihe „Delirium“ in seiner Heimatstadt Salzburg.
Kuhn veröffentlichte Aufnahmen bei den Plattenfirmen col legno (dessen künstlerischer Leiter er seit 2006 gemeinsam mit Andreas Schett ist), Sony/BMG, EMI, CBS, Capriccio, Supraphon, Orfeo, Koch/Schwann, Coreolan, ARTE NOVA. Sein Buch Aus Liebe zur Musik erschien 2000 im Henschel Verlag, Berlin.
Mit seiner Frau Andrea bekam er einen Sohn und eine Tochter (* 1972, * 1980). Aus einer zweiten Beziehung stammt eine Tochter. Zwei weitere Töchter gingen aus der Beziehung mit der Sopranistin Nadja Michael hervor.

## Accademia di Montegral
Zum Zwecke der Ausbildung und Förderung junger Künstler 1987 als „Accademia di Montegridolfo“ gegründet und 1992 in „Accademia di Montegral“ umbenannt (s. #Leben), hat die Akademie seit 2000 ihren Sitz im Convento dell’Angelo in Lucca (Toskana). Neben dem Angebot von Workshops und der Vorbereitung künstlerischer Projekte strebt sie die Vermittlung einer umfassenden musikalischen und kulturellen Bildung an. Seit ihrer Eröffnung finden in der Kirche des Konvents regelmäßig musikalische Messen und Konzerte statt.

## Tiroler Festspiele Erl
Im Jahr 1997 rief Gustav Kuhn die Tiroler Festspiele Erl ins Leben, die 1998 mit der Aufführung von Das Rheingold ihren Auftakt feierten. Seitdem wird alljährlich die Bühne des 1959 von Robert Schuller erbauten Passionsspielhauses bespielt. Dort inszenierte und dirigierte Gustav Kuhn in den Jahren 1998 bis 2006 Wagners Ring des Nibelungen, Tristan und Isolde, Parsifal und Strauss’ Elektra. Nach dem international beachteten 24-Stunden-Ring im Jahr 2005 präsentierte Kuhn zum Zehnjahresjubiläum der Tiroler Festspiele im Jahr 2007 einen siebentägigen Wagner-Marathon. 2009 wurden Beethovens Fidelio, Elektra und Wagners Die Meistersinger von Nürnberg aufgeführt, 2010 folgten Der fliegende Holländer und Die Zauberflöte, 2011 Tannhäuser, 2012 Lohengrin. Ein neues Festspielhaus wurde als zweite Bühne für die Tiroler Festspiele 2010–2012 errichtet. Mit Puccinis Tosca wurde im Sommer 2012 erstmals eine italienische Oper bei den Tiroler Festspielen Erl aufgeführt.
2012 zur Eröffnung des Festspielhauses spielte man Jacques Offenbachs Blaubart und Mozarts Nozze di Figaro, 2013 Puccinis Tosca und Mozarts Don Giovanni; zur Wintersaison 2014 Fidelio, Mozarts Così fan tutte und eine Low-Budget-Produktion Die sieben Todsünden. Da im Sommer 2013 das Passionsspielhaus nicht zur Verfügung stand, wurde im Festspielhaus ein „Verdi-Sommer“ mit Rigoletto, La traviata und Il trovatore dargeboten. Im Herbst 2014 gab es die Uraufführung der Oper El Juez von Christian Kolonovits, geschrieben für das Comeback von José Carreras.
2018 wurden vom Tiroler Journalisten Markus Wilhelm „schlechte Arbeitsbedingungen und das autoritäre Verhalten“ Kuhns in Erl angeprangert und Plagiatsvorwürfe in Verbindung mit seiner Doktorarbeit erhoben. Sowohl Kuhn als auch Haselsteiner setzten sich mit einer Reihe Zivilklagen zur Wehr.
Die Plagiatsvorwürfe führten zu einem Prüfungsverfahren durch eine „Kommission für Sicherung guter wissenschaftlicher Praxis“ der Universität Salzburg, die die Dissertation angenommen hatte. Die Kommission befand, die Doktorarbeit Kuhns weise „nebst handwerklichen Fehlern plagiierte Textpassagen auf“. Solche seien auch bereits 1969 in zwei Dissertationsgutachten festgestellt worden. Für die Aberkennung des akademischen Titels reiche es aber nicht, weil „sich die plagiierten Textpassagen in einem Teil der Arbeit befinden, der ausweislich der Gliederung der Arbeit darstellenden Charakter hat. Kuhn unternimmt in keiner Weise und an keiner Stelle den Versuch, diese Passagen als eigene Aussagen vorzuspiegeln“, hieß es in der Begründung. Vielmehr habe Kuhn unmissverständlich fremde Gedanken referiert. „Dass deren Herkunft teilweise nicht sorgfältig nachgewiesen wurde, stellt einen handwerklichen Mangel da, erlaubt jedoch weder für sich genommen noch im Kontext die Feststellung einer absichtlichen Täuschung.“ Der Plagiatsforscher Stefan Weber widersprach diesem Gutachten entschieden.
Im Juli 2018 beklagten fünf Musikerinnen in einem offenen Brief sexuelle Übergriffe durch Kuhn. Die Übergriffe sollen sich in der Zeit von 1998 bis 2017 ereignet haben, als die Musikerinnen bei den Tiroler Festspielen Erl beschäftigt gewesen seien. Nach Abschluss des Sommerprogramms 2018 stellte Kuhn daraufhin am 31. Juli 2018 seine Funktion als künstlerischer Leiter der Festspiele bis zur vollständigen Klärung der Vorwürfe mit sofortiger Wirkung ruhend. Im September 2018 ist er auch als Dirigent in Erl beurlaubt worden, kurz bevor acht (männliche) Künstler und ehemalige Mitarbeiter in einer Solidaritätserklärung am 29. September die Verfasserinnen des offenen Briefs unterstützten. Im österreichischen Nachrichtenmagazin Profil erschien zeitgleich eine ausführliche Reportage, welche die Anschuldigungen konkretisierte und unter dem Titel „Umfassende Anschuldigungen gegen Erl-Intendant Kuhn“ weitere Details zur Causa lieferte. Ein Interview mit Kuhn, in dem er erneut mit den Vorwürfen konfrontiert wurde, fand am 22. Oktober 2018 in der Sendung ZIB 2 statt.
Am 24. Oktober 2018 wurde bekannt, dass Kuhn alle seine Funktionen mit sofortiger Wirkung zurücklegt. Im Oktober 2018 wurde Bernd Loebe als Nachfolger von Gustav Kuhn präsentiert, er übernahm die Leitung mit 1. September 2019 neben der Intendanz der Frankfurter Oper.
Im November 2019 urteilte die Gleichbehandlungskommission des österreichischen Kanzleramts, dass es zweifelsfrei zu sexuellen Belästigungen durch Kuhn gekommen sei. Dennoch wurde im März 2020 das Ermittlungsverfahren gegen Kuhn eingestellt, da in den meisten Fällen „ein allfällig strafrechtlich relevantes Verhalten bis zum Beginn der Ermittlungen bereits verjährt [...] oder [...] zum fraglichen Tatzeitpunkt nicht strafbar“ gewesen sei.

## Ehrung
Gustav Kuhn erhielt 1999 den Tiroler Adler-Orden, „eine Auszeichnung der Landesregierung für Nicht-Tiroler, deren Beziehung zum Land Tirol von besonderer politischer, wirtschaftlicher oder kultureller Bedeutung sind“.
Am 9. Jänner 2020 stellte Kultur-Landesrätin Beate Palfrader (ÖVP) klar, „dass mit dem heutigen Wissen für sie eine Ordensverleihung nicht infrage gekommen wäre.“ (Wortlaut nach ORF)
Der grüne Klubobmann Gebi Mair hatte in den Tagen davor koalitionsintern auf ein Aberkennungsverfahren gedrängt.
Am 10. Jänner 2020 verständigte Kuhn per Brief die Landesregierung, dass er diesen Orden zurückgeben möchte.